# Сен-Прива (Ардеш)
Сен-Прива́ (фр. Saint-Privat, окс. Sant Privat) — коммуна во Франции, находится в регионе Рона — Альпы. Департамент коммуны — Ардеш. Входит в состав кантона Валь-ле-Бен. Округ коммуны — Ларжантьер.
Код INSEE коммуны — 07289.

## Население
Население коммуны на 2008 год составляло 1579 человек.
| 1962 | 1968 | 1975 | 1982 | 1990 | 1999 | 2008 |
| ---- | ---- | ---- | ---- | ---- | ---- | ---- |
| 819  | 922  | 1018 | 1129 | 1359 | 1427 | 1579 |

## Экономика
В 2007 году среди 905 человек в трудоспособном возрасте (15—64 лет) 638 были экономически активными, 267 — неактивными (показатель активности — 70,5 %, в 1999 году было 68,5 %). Из 638 активных работали 575 человек (311 мужчин и 264 женщины), безработных было 63 (27 мужчин и 36 женщин). Среди 267 неактивных 67 человек были учениками или студентами, 113 — пенсионерами, 87 были неактивными по другим причинам.